# Nicolae Petrescu
Nicolae Petrescu – (25. června 1886, Bukurešť – 13. října 1954), byl rumunský filosof, sociolog a sociální antropolog, člen Rumunské akademie.

## Dílo
- 1911 – Glanvill und Hume (Berlín: Universitäts – Buchdruckerei von Gustav Schade)
- 1912 – Zur Begriffsbestimmung der Philosophie (Berlín: Verlag Leonhard Simion Nf.)
- 1912 – Gedanken und Winke (Berlín: Verlag Leonhard Simion Nf.)
- 1914 – Die Denkfunktion der Verneinung (Lipsk-Berlín: Verlag B. G. Teubner)
- 1920 – The Twofold Aspect of Thought (Londýn: Watts and Co.)
- 1921 – Thoughts on War and Peace (Londýn: Watts and Co.)
- 1921 – Fenomene sociale în Statele-Unite (Bukurešť: Cultura Națională)
- 1922 – Introducere în studiul comparativ al societății (Bukurešť: Tiparul Românesc)
- 1923 – Opere filosofice de Vasile Conta (Bukurešť: Editura „Cartea Românească“)
- 1924 – The Principles of Comparative Sociology (Londýn: Watts and Co.)
- 1929 – The Interpretation of national Differentiations (Londýn: Watts and Co.)
- 1931 – Teoria Statului la Hegel, v: Revista de Filosofie (Bukurešť)
- 1933 – Sociologia ca disciplină filosofică, v: Revista de Filosofie (Bukurešť)
- 1938 – Thomas Hobbes (Bukurešť: Societatea Română de Filosofie)
- 1938 – Psihologia popoarelor primitive, v: Analele de Psihologie (Bukurešť)
- 1939 – Difuziunea Civilizației, v: Revista Fundațillor Regale (Bukurešť)
- 1944 – Primitivii. Organizare-Instituții, credințe-mentalitae (Bukurešť: Casa Școalelor)